# 로우코조아

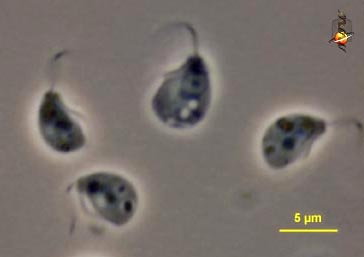

로우코조아(Loukozoa)는 엑스카바타 원생생물 중 일부를 분류하는 데, 사용되는 분류군의 하나이다.
로우코조아문에서 가장 큰 분류군은 "자코바강"이다. 그러나 로우코조아는 또한 말라이모나스속을 포함하고 있다.